# Sremič
Sremič je naselje v Občini Krško.